# Les Percussions de Treffort
Les Percussions de Treffort, fondées par Alain Goudard, sont une formation musicale regroupant des musiciens en situation de handicap mental issus de l'ESAT de Treffort-Cuisiat et des musiciens professionnels. Leur cheminement les a menés de la simple improvisation rythmique à l'interprétation d’œuvres de musiciens et de compositeurs contemporains,.

## Biographie
Les Percussions de Treffort voient le jour en 1979 lorsque le CAT de Treffort, géré par l'Adapei de l'Ain, fait appel à Alain Goudard pour construire un projet thérapeutique et pédagogique au sein de l'atelier musical du foyer d'handicapés.
Parmi les résidents qui participent aux séances musicales, un petit groupe se démarque par son goût prononcé pour les percussions. Suivant la réussite de l'expérience pédagogique et plusieurs années d'apprentissage, le groupe de percussionnistes commence à collaborer avec des artistes amateurs et professionnels. En 1984, les Percussions de Treffort se produisent, pour la première fois, en public dans le cadre d'une série de concerts organisée à Bourg-en-Bresse et dans sa région.
En 1987, le groupe est intégré à la structure associative loi 1901 Résonance contemporaine, basée à Bourg-en-Bresse, aux côtés de l'Ensemble de six voix solistes.
De nombreux compositeurs-interprètes écrivent pour les Percussions de Treffort ou viennent participer à différentes créations. Depuis 2006, les membres du groupe issus de l'ESAT de Treffort ont le statut de musiciens professionnels et sont rémunérés en tant que tel.
En 2016, le groupe compte 12 membres permanents dont une chanteuse mezzo-soprano.
Les Percussions de Treffort bénéficient du soutien du Conseil départemental de l'Ain et du ministère de la Culture et de la Communication - DRAC Rhône-Alpes au titre des ensembles musicaux conventionnés.

## Concerts et tournées

### En France
Depuis 1984, grâce à une solide implantation dans le département de l'Ain et la région Rhône-Alpes, le groupe se produit régulièrement dans des concerts et festivals locaux, comme par exemple les Voix du Prieuré au Bourget-du-Lac.
Il est aussi présent sur de nombreuses scènes dans toute la France dont notamment le Festival européen Orphée au Théâtre Montansier de Versailles, le festival Charivari à Sélestat et le Festival des musiques démesurées à Clermont-Ferrand.
En 1999, l'ensemble percussionniste, accompagné d'un sextuor vocal, interprète l'œuvre Toscane, une commande d'état composée par Carlo Rizzo, au Festival 38e Rugissants de Grenoble.

### À l'étranger
La première tournée internationale de l'ensemble musical a lieu en juillet 1994 en République tchèque, sur invitation d'Olga Havlová, épouse du président de la République tchèque, dont la fondation agit auprès d'enfants et adultes en situation de handicap.
Depuis, le groupe participe à de nombreux concerts à l'étranger:
Varsovie, Cracovie (Pologne); Festival internacional de Artes Escénicas y Discapacidad à Séville (Espagne); 
Festival Internazionale delle Abilità Differenti à Carpi (Italie);
Graz (Autriche); Genève (Suisse); Dortmund (Allemagne); Shanghai, Pékin, Canton, Shenzhen, Nanchang, Suzhou (Chine).
Au travers d'une tournée en France et en Chine en 2014, les Percussions de Treffort participent, avec le Shanghai Percussion Ensemble, le percussionniste Thierry Miroglio et la danseuse chinoise Liu Yan aux célébrations du 50e anniversaire des relations diplomatiques franco-chinoises.

## Biographie artistique sélective
- Rings de Barre Phillips (1993)[5]
- La Vache et la Lune de Steve Waring (1996)
- Toscane de Carlo Rizzo (1999)[19]
- L'Oiseau noir du champ fauve, cantate pour Louise Michel de Michèle Bernard (2001)[20]
- Nine Bells de Tom Johnson (2007)[21]
- Le Fil rouge de Kilina Crémona et d'Alain Goudard (2014)[18]